# Þorsteinsson
Þorsteinsson ist ein isländischer Name.

## Bedeutung
Der Name ist ein Patronym und bedeutet Sohn des Þorsteinn. Die weibliche Entsprechung ist Þorsteinsdóttir (Tochter des Þorsteinn).

## Namensträger
- Indriði G. Þorsteinsson (1926–2000), isländischer Schriftsteller und Journalist
- Ingi Þorsteinsson (1930–2006), isländischer Leichtathlet
- Jón Dagur Þorsteinsson (* 1998), isländischer Fußballspieler
- Jörundur Þorsteinsson († 1313), Bischof von Hólar zwischen 1267 und 1313.
- Klængur Þorsteinsson (1102–1176), Bischof von Skálholt in Island